# FreeCAD
FreeCAD ist eine CAD-Anwendung zur parametrischen 3D-Modellierung, die eine Reihe weiterer Ingenieuranwendungen wie das Building Information Modeling (BIM) und die Finite-Elemente-Methode (FEM) unterstützt. Die seit 2002 entwickelte freie und quelloffene Software wurde in C++ und Python geschrieben und steht in diversen Sprachen für Windows, macOS und Linux zur Verfügung.

## Funktionsumfang
FreeCAD bietet ähnliche Werkzeuge wie beispielsweise CATIA, Creo, SolidWorks, Solid Edge, NX, Inventor, Revit, oder Onshape.
Der Konstruktionsprozess erlaubt die Erstellung zwei- und dreidimensionaler Objekte. Dazu nutzt FreeCAD die Open CASCADE Technology. Objekte können mit veränderbaren Parametern beschrieben werden. 2D-Zeichnungen werden durch Projektion aus dem 3D-Modell erzeugt. Explosionsdarstellungen von Baugruppen sind möglich. Weitere Funktionen der Software können durch Plug-ins ergänzt werden. Es gibt Module zum Erstellen von Objekten aus einer 2D-Geometrie oder zur Simulation von Roboterbewegungen. Mit einem Interpreter auf Basis der Programmiersprache Python (Version 3.6) können Befehle automatisiert und zusammengefasst werden, womit FreeCAD für Open-Science-Hardware empfohlen wird.
Dateien können unter anderem in den Formaten DXF, SVG, STEP, IGES und IFC exportiert und importiert werden. Das DWG-Format wird von FreeCAD nicht unterstützt.

### Erweiterungen
Die Open-Source-Dokumentation ermöglicht Entwicklern und Anwendern die individuelle Ergänzung des Funktionsumfangs FreeCADs. Neben der Entwicklung eigener Addons existieren auch Macros oder eigenständige Arbeitsbereiche von Dritten. Addons können im integrierten Addon.Manager installiert und verwaltet werden, aber auch manuell oder über GitHub geladen werden.
Am weitesten verbreitet sind die Erweiterungen SheetMetal (Werkzeuge zum Erstellen und Abwickeln von Blechobjekten), Fastener (Verbindungselemente), Curves (Werkzeugen für NURBS-Kurven und Oberflächen) oder Gears (Zahnrädern und Schneckenwellen). Neben gängigen Werkzeugen wie FCInfo (Modellinformationen) oder Manipulator (Vermessen und Ausrichten), gibt es aber auch dedizierte Arbeitsbereiche für die Erstellung von Modellraketen, Schiffen oder die Arbeit mit Holz.
Für den integrierten Arbeitsbereich FEM existieren zahlreiche Erweiterungen wie beispielsweise ein CfD-Arbeitsbereich, ein Arbeitsbereich für die Zusammenbruchanalyse auf der Grundlage des von-Mises-Plastizitätsmodus oder ein Arbeitsbereich für die Analyse des Zusammenbruchs von Bauwerken aus Beton. Ebenfalls lassen sich mit dem Arbeitsbereich Optics raytracing-basierte Simulationen von optischen Elementen und Strahlen durchführen.
Beispielsweise existiert ein Arbeitsbereich zur teilautomatisierten Ableitung von Bau- und Montageanleitungen aus Baugruppen in FreeCAD, sowie Add-ons zur erleichterten Navigation im Objektbaum und der Veränderung und dem Export von Modellansichten. Mit FreeCAD MCP besteht ein Proof-of-Concept zur Einbindung von Sprachmodellen (‚KI-Chatbots‘) in die FreeCAD-Modellierung.

## Galerie

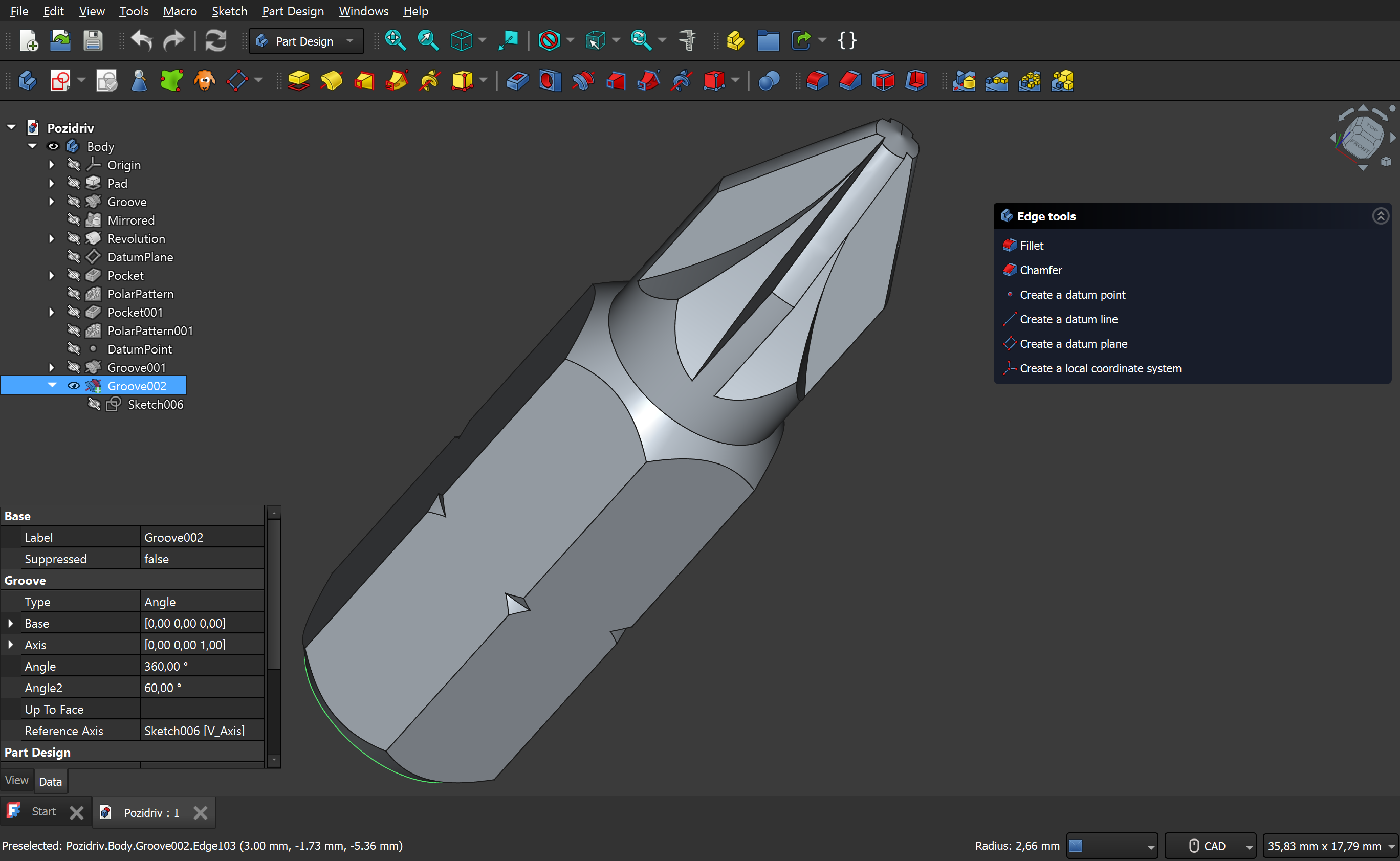
Modell eines Pozidriv-Bits in Part Design
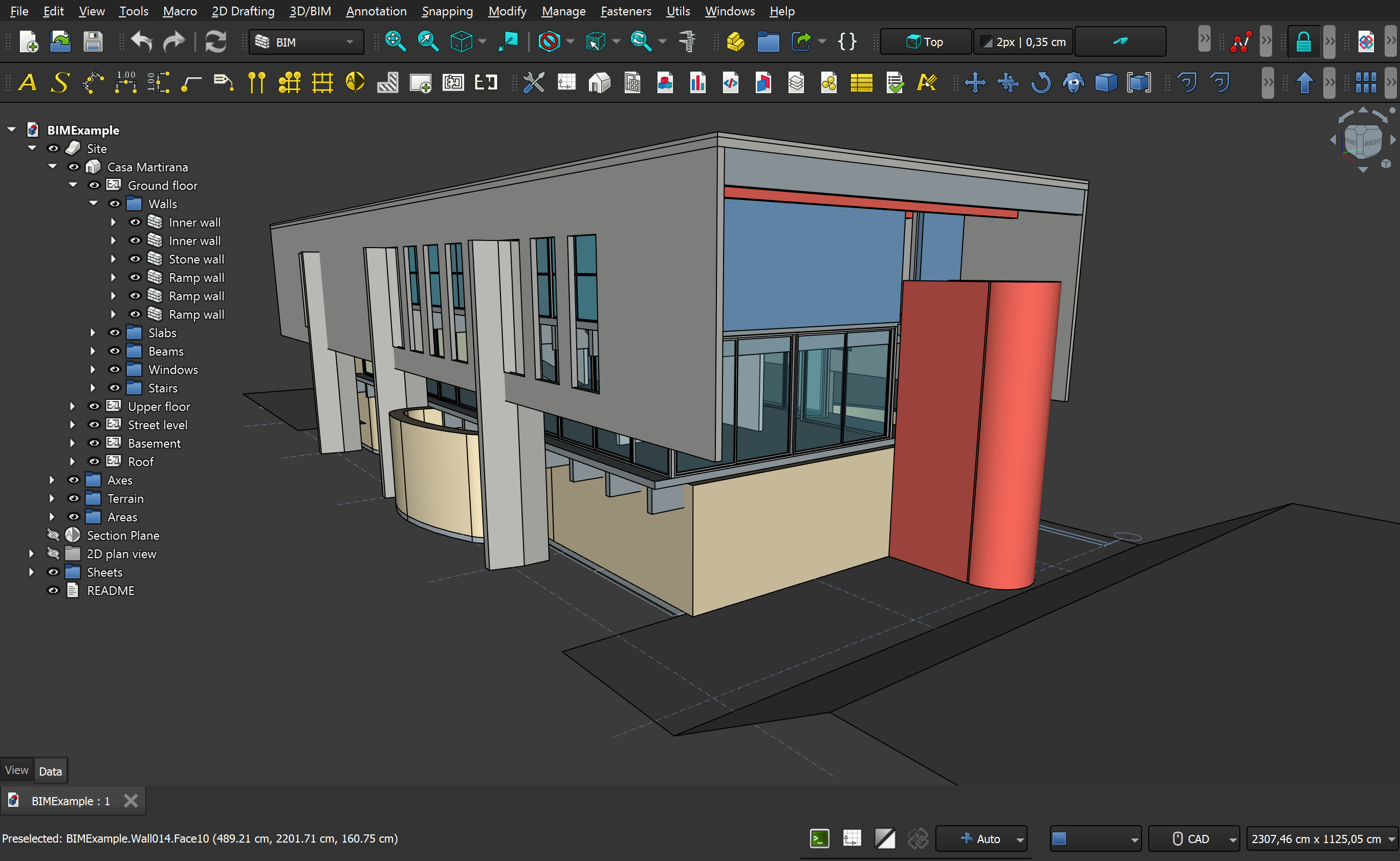
BIM-Beispieldatei in Version 1.0
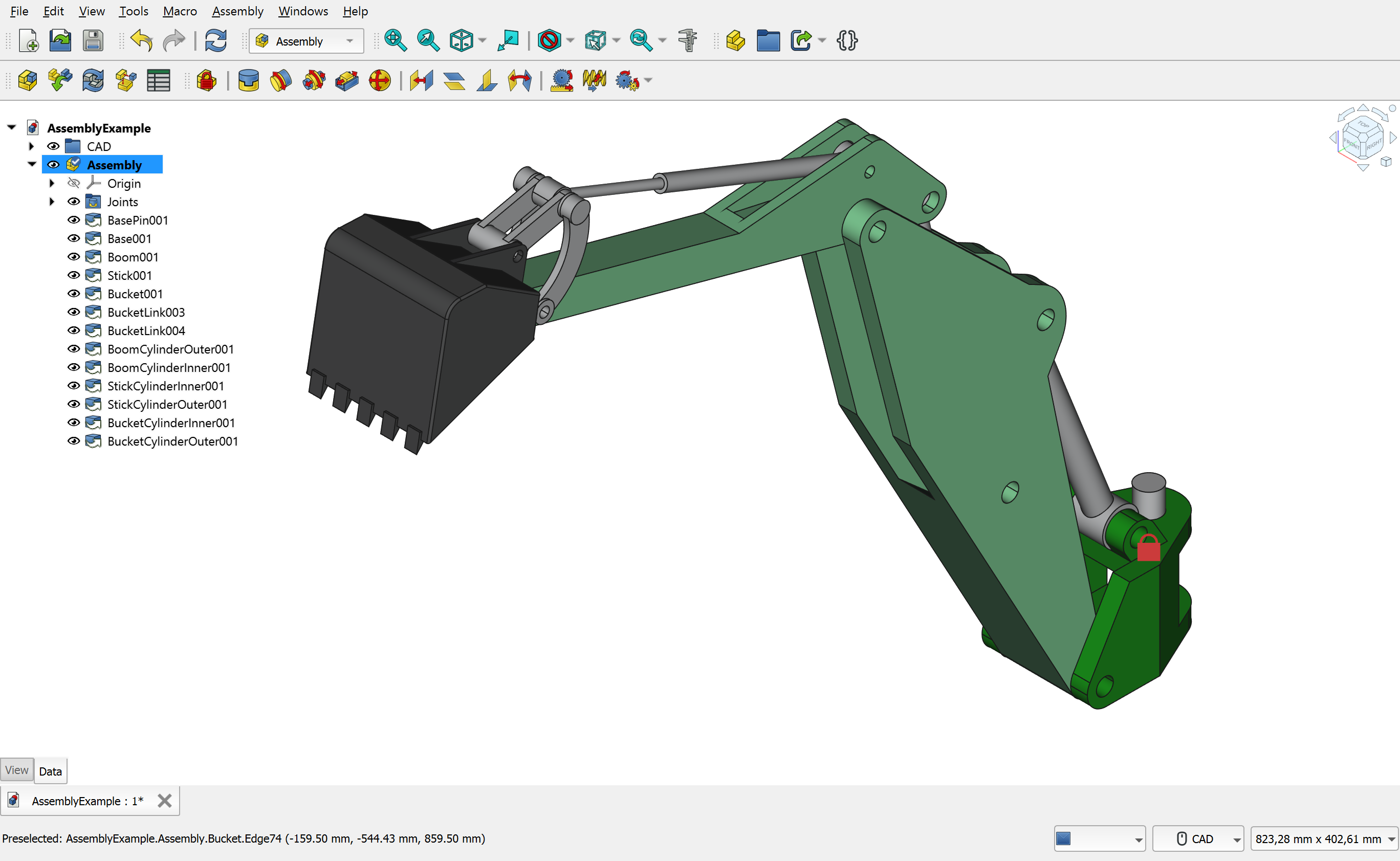
Assembly-Beispiel als Baugruppe in Version 1.0
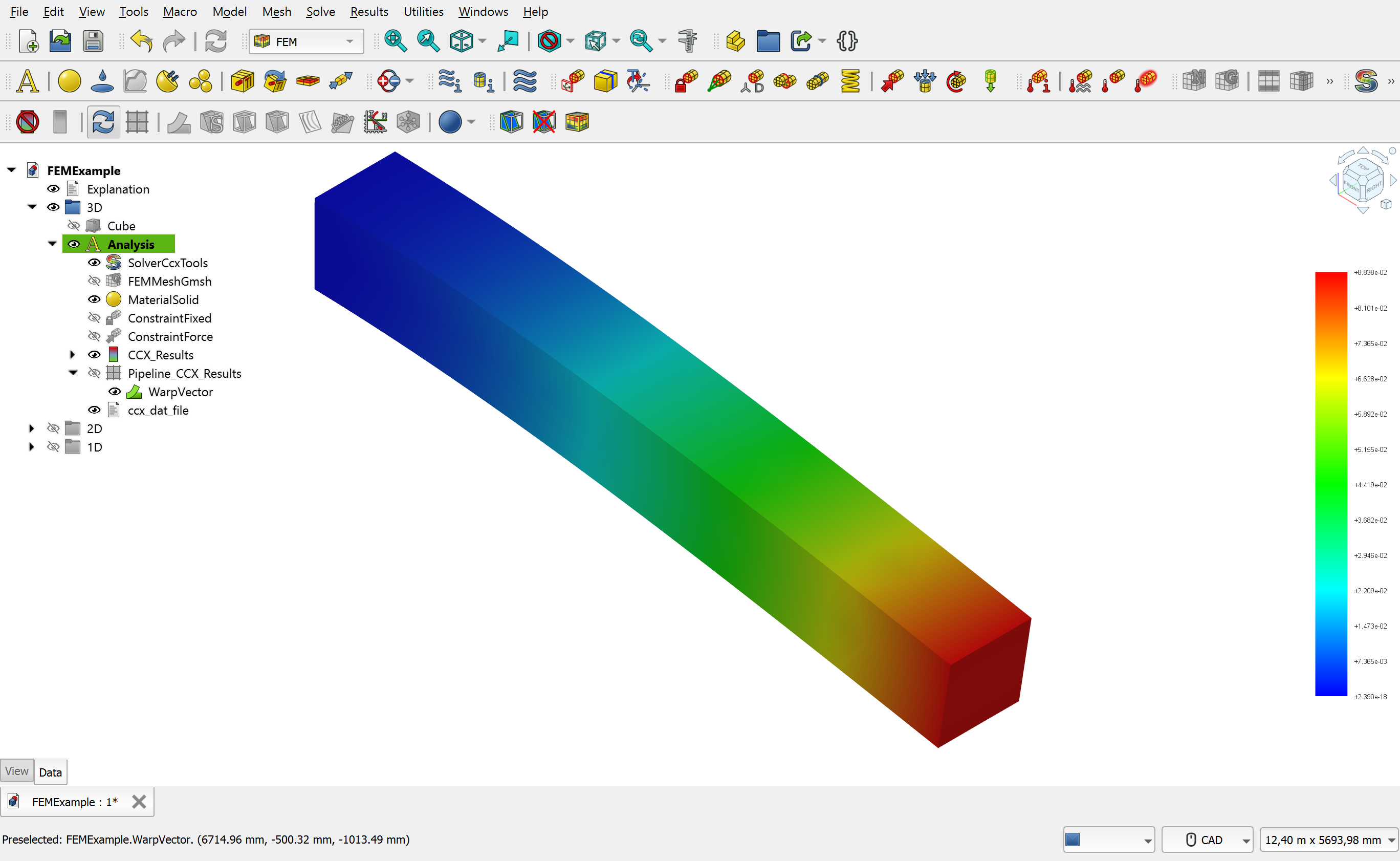
Finite-Elemente-Methode Beispieldatei in Version 1.0
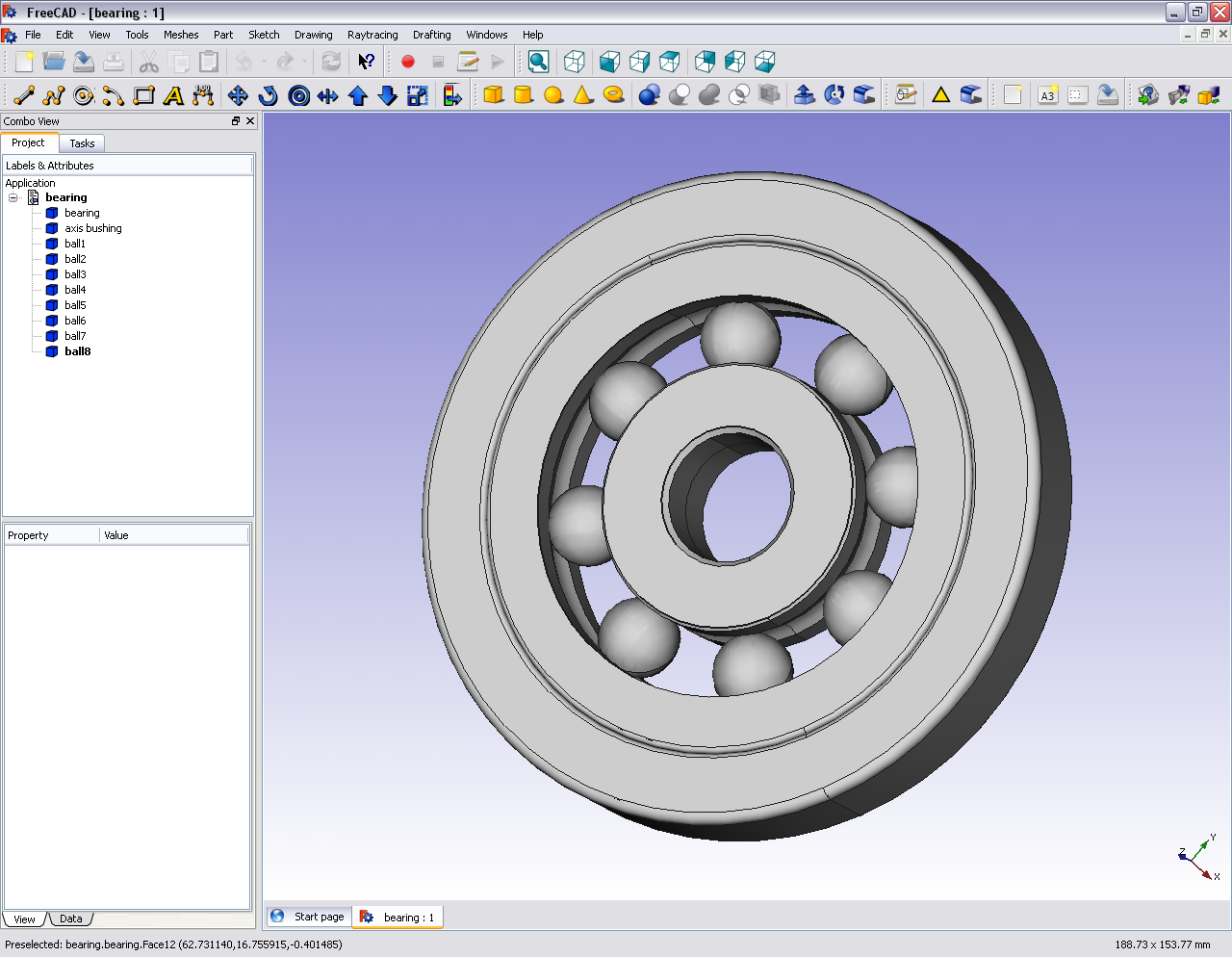
Modell eines Wälzlagers
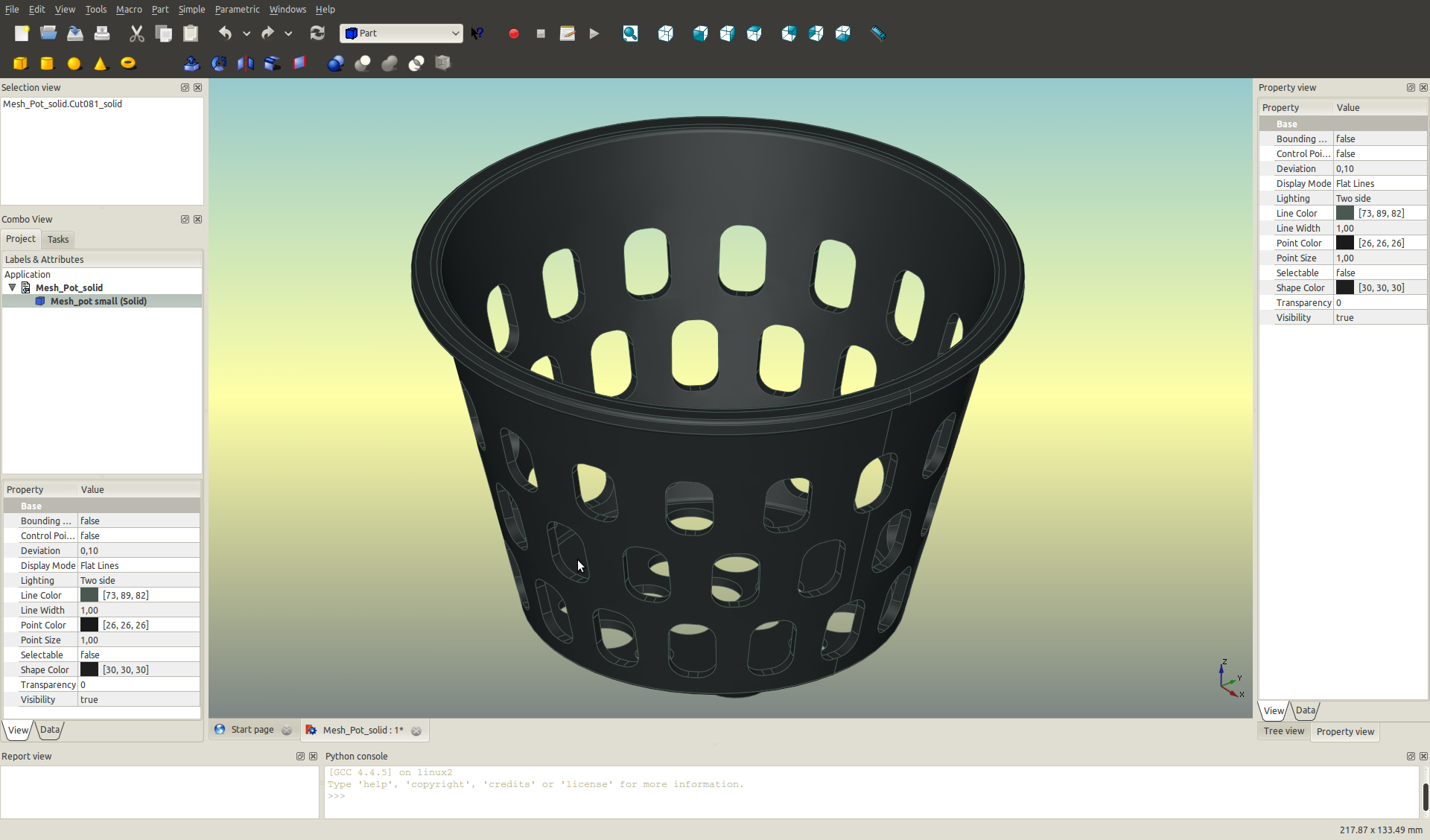
Modell eines Korbes
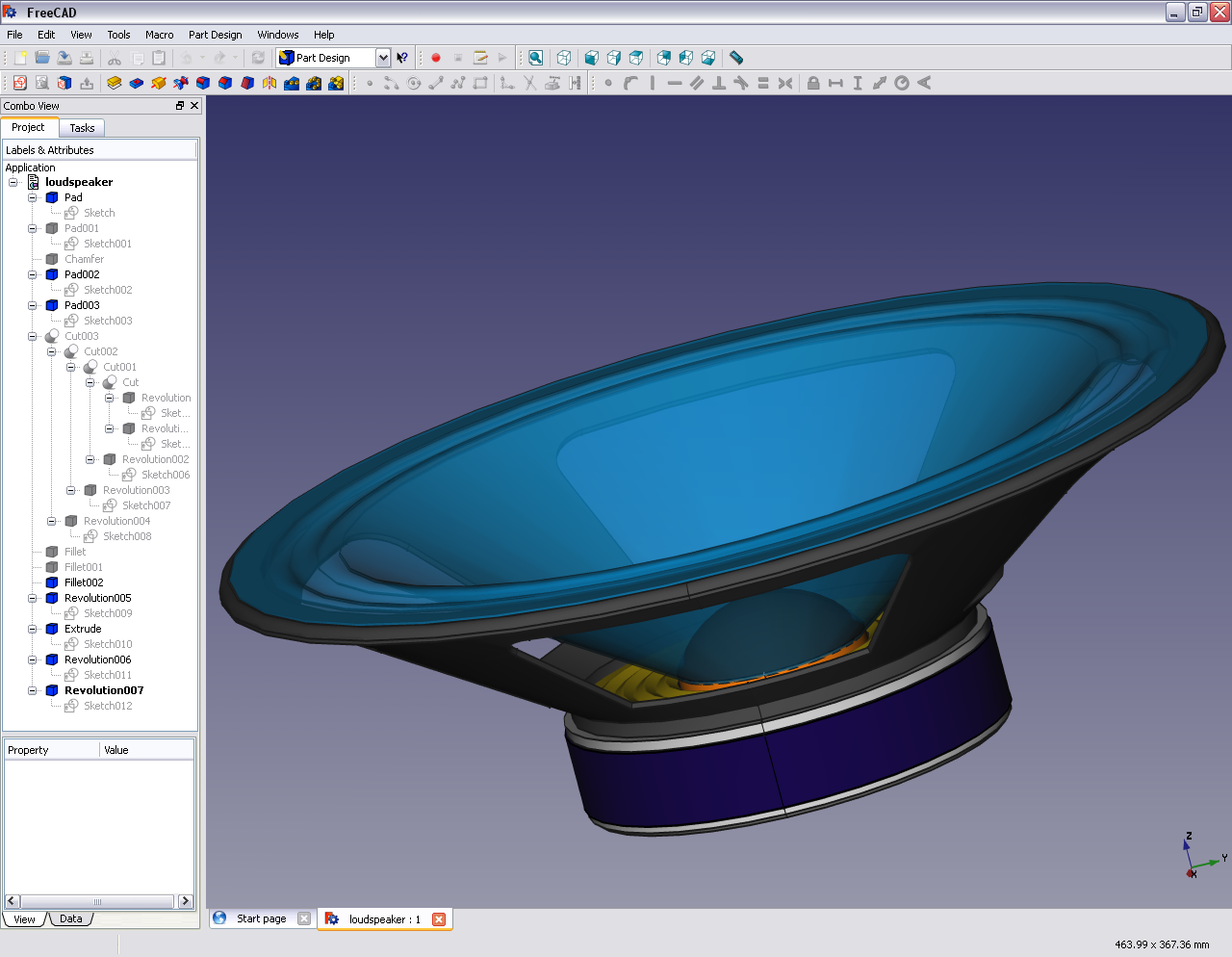
Modell eines Lautsprechers
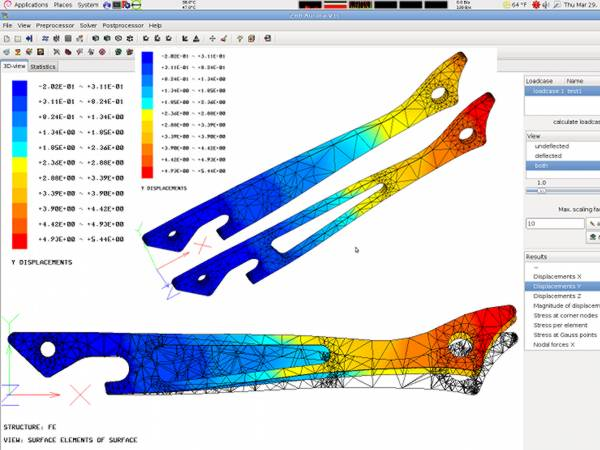
Finite-Elemente-Methode am Modell eines Flaschenöffners
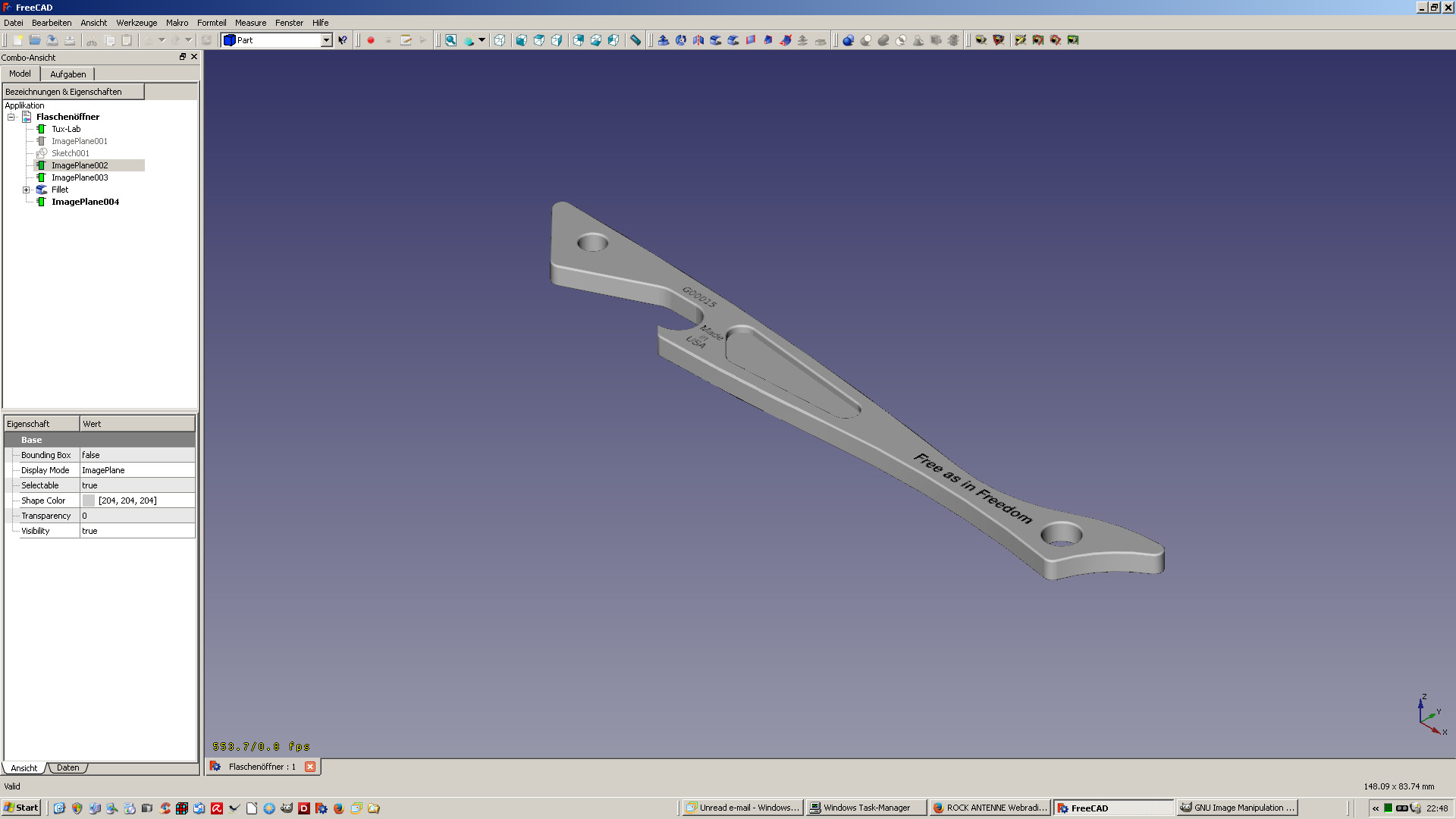
Modell eines Flaschenöffners
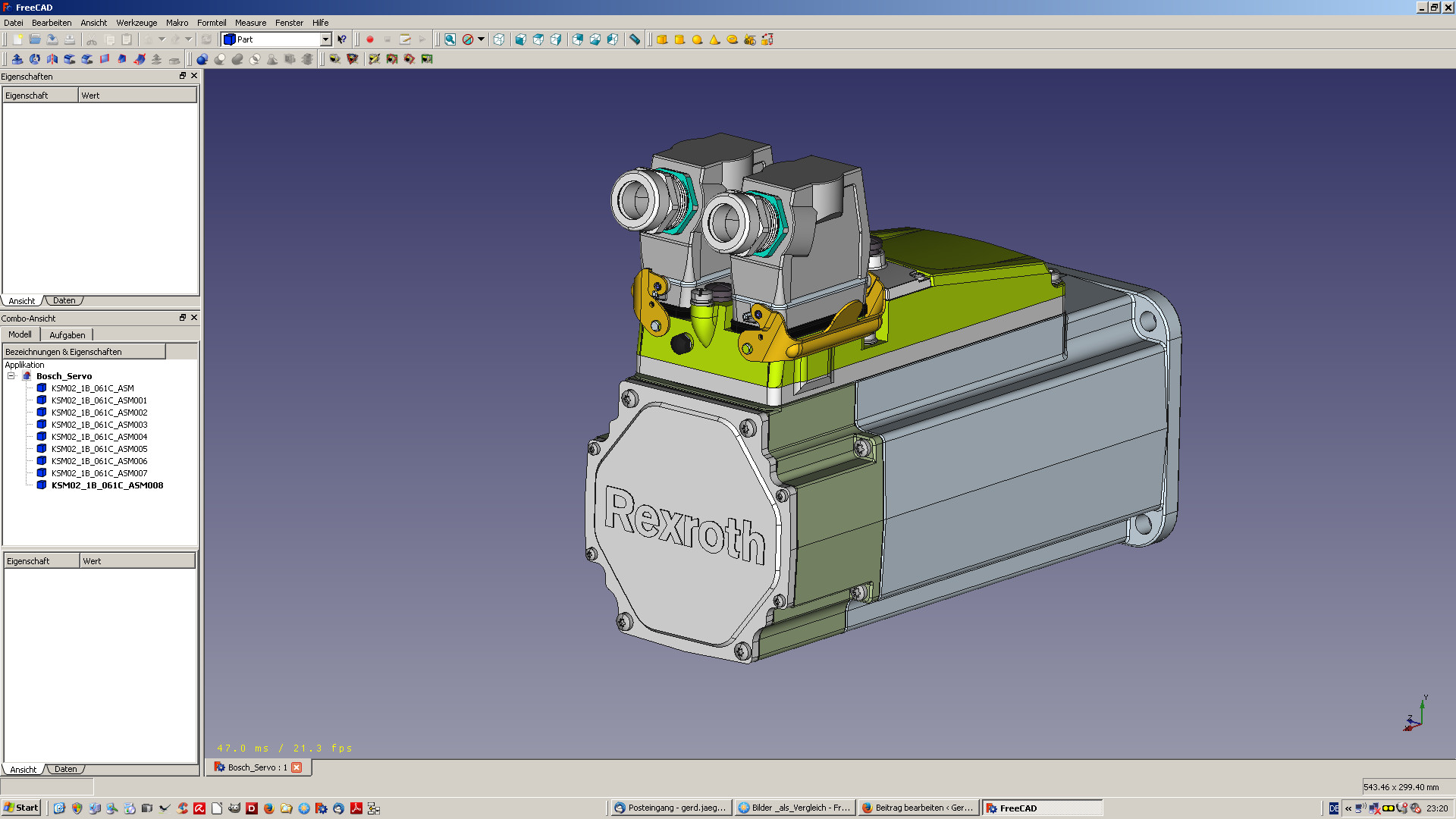
Modell eines Servos von Bosch Rexroth

## Historie

### Versionsgeschichte
- Quelldateien auf GitHub.

| Version                                                                     | Veröffentlichungstag  | Informationen |
| --------------------------------------------------------------------------- | --------------------- | --- |
| 0.0.1                                                                       | 29. Okt. 2002         | Initialer Upload |
| 0.11                                                                        | 3. Mai 2011           | sketcher, part, 2D, robot Module |
| 0.12                                                                        | 20. Nov. 2011         | architecture modul |
| 0.13                                                                        | 29. Jan. 2013         | ship design, openscad modul, 3D-Maus-Unterstützung |
| 0.14                                                                        | 1. Juli 2014          | Wechsel zur LGPLv2+, Raytracing with luxrender, spreadsheet Modul |
| 0.15                                                                        | 8. Apr. 2015          | Oculus-Rift-Unterstützung |
| 0.16                                                                        | 18. Apr. 2016         | FEM workbench, Path workbench, viele Verbesserungen in allen Modulen |
| 0.17                                                                        | 6. Apr. 2018          | Neuer Arbeitsbereich für Technisches Zeichnen (TechDraw), komplette Überarbeitung des PartDesign-Arbeitsbereichs, viele Arbeitsbereiche erweitert (Arch, Draft, Part, Path, Sketcher (B-Splines), …), Add-On-Manager                                                                          |
| 0.18                                                                        | 14. März 2019         | umfangreiche Erweiterung des Arch Workbench Moduls, 0.18.4 mit funktionierendem Add-on-Manager |
| 0.19                                                                        | 20. März 2021         | Python 3 und Qt 5 wird von den meisten Modulen unterstützt |
| 0.20                                                                        | 14. Juni 2022         | Komplett neu geschriebener Addon Manager, mehr als 30 neue Werkzeuge in TechDraw, viele Verbesserungen in bestehenden Werkzeugen |
| 0.21                                                                        | 2. Aug. 2023          | Viele Verbesserungen in bestehenden Werkzeugen und Nutzeroberfläche, Python 3.8+, 32-Bit-Systeme nicht mehr unterstützt |
| 1.0                                                                         | 18. Nov. 2024         | Abhilfe für das Problem der topologischen Benennung. Neuer, integrierter Assembly-Arbeitsbereich, integrierter BIM-Arbeitsbereich, neues Materialsystem und viele neue Funktionen in Sketcher, FEM, PartDesign und weiteren Bereichen sowie allgemeine Verbesserungen der Benutzeroberfläche. |
| 1.1                                                                         | Noch nicht terminiert | Entwicklungsversion mit wöchentlichen Aktualisierungen |
| Legende:Alte VersionAktuelle VersionAktuelle VorabversionZukünftige Version |                       | |

### Sonstiges
Laut Umfragen des Onlineportals CNC Cookbook besaß FreeCAD Mitte der 2010er-Jahre einen Marktanteil im CAD- und CAE-Segment um zwei Prozent. Knapp vier Prozent aller Anwender probierten FreeCAD als Option. 2023 nutzten 4,7 Prozent der Befragten FreeCAD und 6,8 Prozent testeten die Software (Platz 4 im Ranking).
Im November 2021 wurde die in Brüssel ansässige FreeCAD Project Association (FPA) gegründet. Die Fakultät für Ingenieurwesen der Universität Pretoria richtete im März 2023 die FreeCAD Users Conference aus.